# Шарма, Ниша
Ниша Шарма (англ. Nisha Sharma, 1 июня 1959) — индийская хоккеистка (хоккей на траве), полевой игрок.

## Биография
Ниша Шарма родилась 1 июня 1959 года.
В 1980 году вошла в состав женской сборной Индии по хоккею на траве на летних Олимпийских играх в Москве, занявшей 4-е место. Играла в поле, провела 3 матча, забила 2 мяча в ворота сборной Польши.